# Gare de Gulskogen
La gare de Gulskogen est une gare ferroviaire située à Drammen et à 55.27 km d'Oslo.

## Histoire
La gare de Gulskogen fut ouverte en tant que halte ferroviaire en 1868, soit deux ans après la mise en service de la ligne de Randsfjord. 

## Service des voyageurs

### Accueil
La gare a une salle d'attente ouverte du lundi au samedi. La gare n'a pas de guichet mais des automates.

### Desserte
Seuls les trains régionaux s'arrêtent à Gulskogen. On compte deux trains par heure, l'un en direction d'Eidsvoll, l'autre en direction de Kongsberg.

### Intermodalité
Un arrêt de bus se situe à proximité de la gare.